# Jeff Loomis

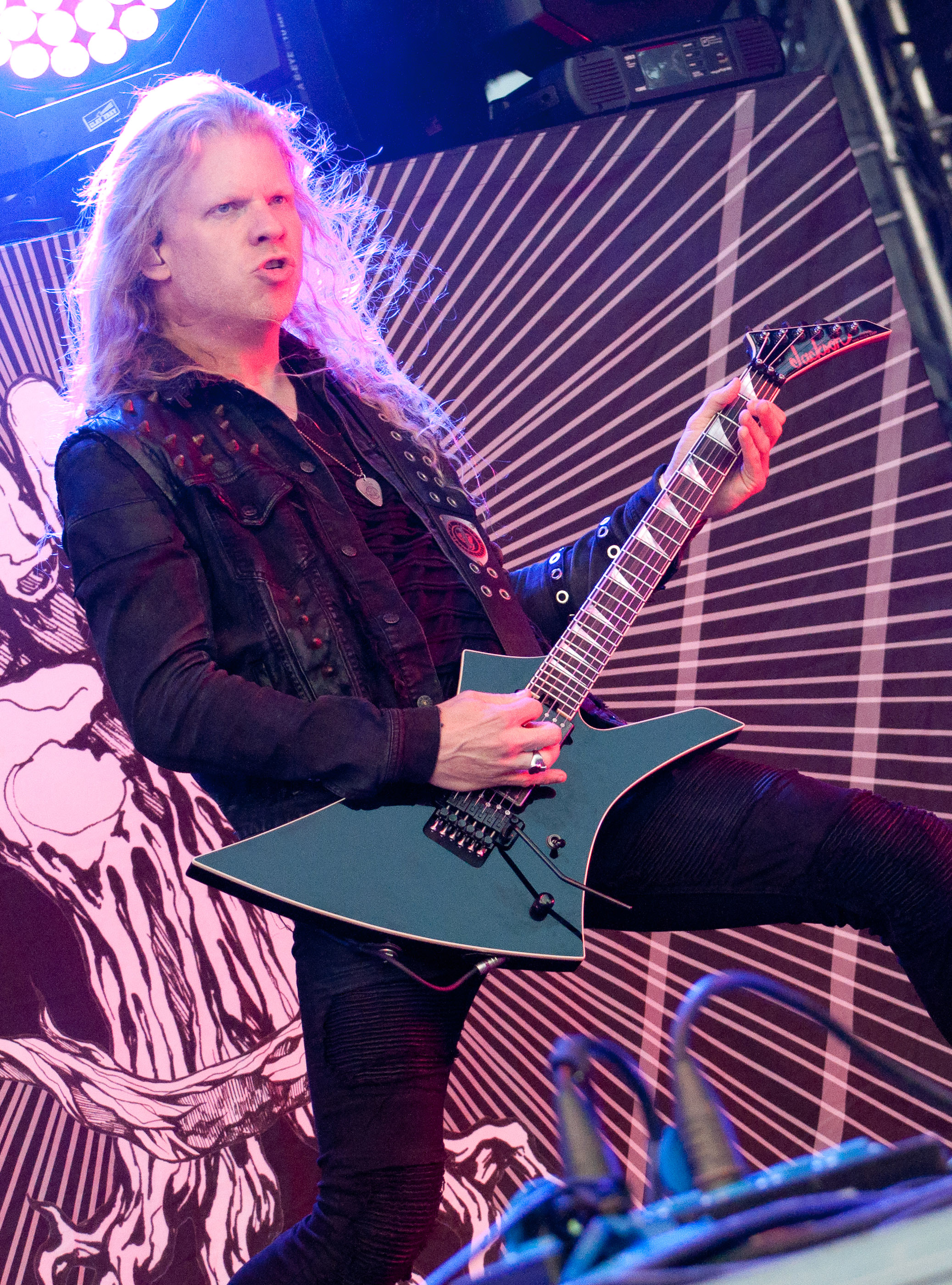
Jeff Loomis, 2019

Jeff Loomis (* 14. September 1971 in Appleton, Wisconsin) ist der frühere Lead-Gitarrist der US-amerikanischen Thrash-Metal- und Progressive-Metal-Band Nevermore, die aus der Band Sanctuary hervorging, bei denen Loomis kurz vor Auflösung der Band den ausgestiegenen Sean Blosl ersetzte. Neben der Gitarre spielt er auch noch Bass, Schlagzeug und Keyboard. Als seine Einflüsse werden oft Gitarristen wie Yngwie Malmsteen, Jason Becker und Tony MacAlpine genannt. Von November 2014 bis Dezember 2023 war er Gitarrist bei Arch Enemy.

## Leben

### Kindheit und Jugend
Wie Loomis in einem Interview erklärt, machte er seine ersten Bekanntschaften mit der Musik auf dem Schlagzeug. Doch schon bald entdeckte er die Gitarre als sein Instrument. Im Alter von neun Jahren bekam er seine erste Gitarre, fing jedoch erst mit 15 Jahren an, ernsthaft zu spielen. Er spielte von nun an in mehreren Bands, unter anderem in der Death-Metal-Band Fear-Tech, mit der er mehrere Band-Contests gewann und somit erste Studio-Erfahrungen sammelte.
Im Alter von 16 Jahren nahm Loomis an einem Casting der US-amerikanischen Thrash-Metal-Band Megadeth teil, da deren ehemaliger Gitarrist und Songwriter Jeff Young zuvor entlassen wurde. Nachdem Loomis einige Male mit der Band geprobt hatte, bedankte sich der Leadgitarrist und Kopf der Band Dave Mustaine für sein Engagement und erklärte ihm, dass er eines Tages ein großartiger Gitarrist werden würde. Gleichermaßen machte er Loomis jedoch klar, dass er im Moment noch zu jung sei, um der Band beizutreten. Zu dieser Zeit war Loomis großer Anhänger der neoklassizistischen Metalband Cacophony und deren Gitarristen Jason Becker und Marty Friedman, deren Musik Loomis’ Spielweise bis heute sehr beeinflusst hat.

### Sanctuary
Schon kurze Zeit später trat Loomis der Band Sanctuary bei, nachdem deren Gitarrist Sean Blosl die Band verlassen hatte. Es kam jedoch zu Unstimmigkeiten zwischen den Bandmitgliedern, insbesondere da der Rhythmus-Gitarrist der Band, Lenny Rutledge, Grunge-orientierte Musik machen wollte, was der Rest der Band jedoch strikt ablehnte, sodass es bereits vier Monate nach Loomis’ Beitritt zur Auflösung der Band kam.

### Nevermore

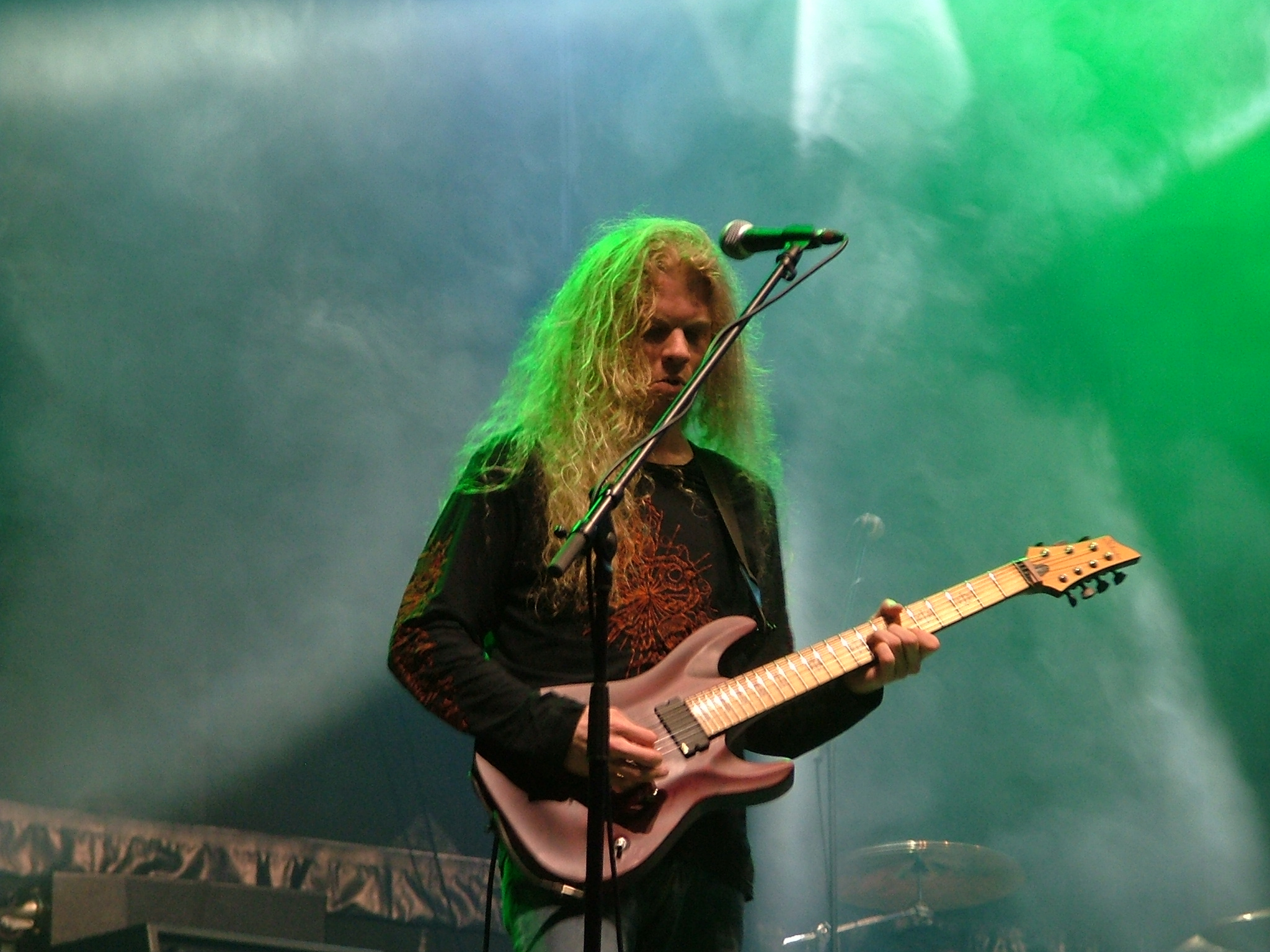
Loomis beim Summer Breeze Festival 2007 in Dinkelsbühl

Nach der Auflösung von Sanctuary gründete Loomis in den 1990er Jahren zusammen mit den ehemaligen Sanctuary-Mitgliedern Warrel Dane (Gesang) und Jim Sheppard (Bass) die Thrash-Metal-Band Nevermore, in der er als Lead-Gitarrist und Songwriter fungierte. Durch sein Spiel prägt Jeff Loomis den Klang der Band. Progressive, technisch versierte Soli kennzeichnen Loomis’ Spielweise ebenso, wie heftige, markante Riffs. Oft gebraucht Loomis Techniken wie Sweep Picking oder Tapping. Wie auf dem Album This Godless Endeavor oder in dem Song Jato Unit zu erkennen ist, improvisiert Loomis oft über exotische Tonleitern, welche besonders durch das Sweep Picking zur Geltung kommen. Am 21. April 2011 verließ Loomis die Band.

### Arch Enemy
Am 17. November 2014 gaben Arch Enemy auf ihrer Homepage bekannt, dass Loomis den ausgestiegenen Nick Cordle als Gitarrist auf allen Touren bis einschließlich 2015 ersetzen wird. Seitdem gehörte er bis Dezember 2023 zum Line-up von Arch Enemy.

### Solo
Im Jahre 2005 gab Loomis bekannt, dass er ein Soloalbum aufnehmen wollte. In einem Interview sagte er: „It’s something I’ve been wanting to do for sometime... It will be like a Jason Becker/Marty Friedman kind of thing.“ („Ich habe schon seit geraumer Zeit vor so etwas zu machen... Es wird etwas in der Art von Jason Becker/Marty Friedman werden“). Am 1. April 2008 waren alle zehn Songs geschrieben und am 3. Juli stand der Name des Albums fest: Zero Order Phase. Gemäß Loomis’ Vorliebe für Cacophony bzw. Jason Becker, enthält das Instrumental-Album sowohl neoklassizistische, als auch progressive Elemente.
Während dieser Zeit bekam Loomis von Dave Mustaine (Megadeth) das Angebot, die Rolle des Lead-Gitarristen zu übernehmen. Loomis lehnte jedoch mit der Begründung ab, er arbeite noch an seinem Solo-Album. Auf Loomis Empfehlung nahm Mustaine dann schließlich Loomis’ ehemaligen Bandkollegen Chris Broderick.

## Equipment
Loomis spielt mehrere Gitarren der Marke Schecter, wie z. B. das Signatur-Modell Jeff Loomis C7 FR mit EMG-707-Tonabnehmern und einem Floyd-Rose-Tremolo-System. Zu seinem Equipment gehören außerdem eine Schecter C-7 Hellraiser sowie eine Schecter C-7 Blackjack. Neben Schecter-Modellen besitzt Loomis auch Gitarren der Marken Ibanez, Gibson, Jackson, ESP und Warmoth. Im Jahre 2007 erschien die überarbeitete Version des Signatur-Modells Schecter Jeff Loomis FR 7-String, eine 7-Saiten-Gitarre, basierend auf dem C-7-Blackjack-Modell, mit EMG-707-Tonabnehmern, Ahornhals und -griffbrett und einem Esche-Korpus in der Farbe Vampire red satin. Loomis bevorzugt Verstärker von Peavey und Engl. In seiner Zeit bei Sanctuary spielte er auf Verstärkern der Marke Krank.

### Effekte
- Digitech X-Series Delay, Reverb, Chorus, Whammy
- Brian May pedals,
- Krank Distortus Maximus Distortion pedal
- Ibanez TS-9 Tubescreamer & TS-808 Tubescreamer

### Recording
- Digidesign 002 Rack Protools unit
- Drums From Hell Superior
- Korg Padkontrol
- Apple MacBook Pro
- M Audio speakers for monitors (BX8's?)
- Line 6 Pod Pro XT
- Roland Fantom X-6 keyboard

## Diskografie

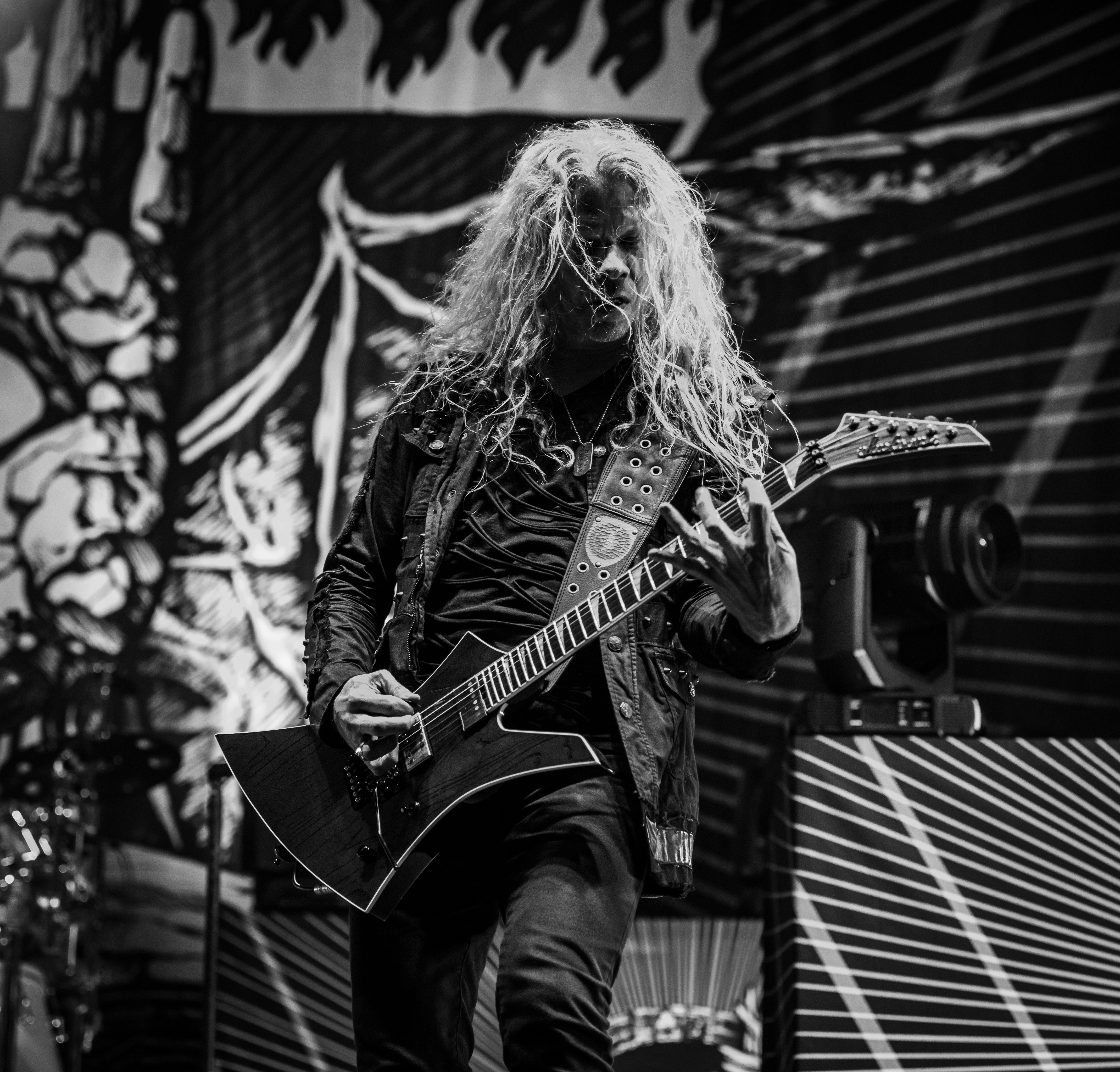
Jeff Loomis mit Arch Enemy bei Rock am Ring 2019

### Nevermore
siehe Nevermore/Diskografie

### Solo
- Zero Order Phase (2008)
- Plains of Oblivion (2012)

### Gastauftritte
- God Forbid – Gone Forever (2004)
- Pamela Moore – Stories from a Blue Room (2006)
- Annihilator – Metal (2007)
- Warrel Dane – Praises to the War Machine (2008)
- Marty Friedman – Future Addict (2008)
- Switchblade – Invictus Infinitum (2009)
- Tim „Ripper“ Owens – Play My Game (2009)
- Periphery – Race Car (2010)
- Francesco Fareri – Mechanism Reloaded (2013)
- Hannes Grossmann – The Radial Covenant (2014)
- Kvaen – The Great Below (2022)[4]

### Arch Enemy
- Will to Power (2017)
- Deceivers (2022)

## Lehrvideos
- Super Shred – Guitar World